# Caroline af Ansbach
Caroline af Ansbach (1. marts 1683 – 20. november 1737) var en tysk prinsesse, der var dronning af Storbritannien og Irland fra 1727 til 1737.
Hun var datter af markgrev Johan Frederik af Brandenburg-Ansbach og gift med kong Georg 2. af Storbritannien.

## Biografi
Caroline blev født 1. marts 1683 i Ansbach som datter af markgreve Johan Frederik af Brandenburg-Ansbach og Eleonore af Sachsen-Eisenach. Da Caroline var tre år gammel, døde hendes far af kopper, og den nye markgreve i blev Carolines mindreårige halvbror, Christian Albrecht. Hun blev gift 1705 med kurprins Georg af Hannover og fulgte med ham til Storbritannien, da hans far blev kong Georg I af Storbritannien 1714.
Hun havde stor indflydelse på sin mand, som ofte var hende utro. Når Georg II befandt sig i udlandet var hun landets regent.
Hun var beskytter af flere fremtrædende forfattere og politikere.
Caroline døde 1737 under en brokoperation.

## Børn
1. Frederik Ludvig, (1707-1751).
2. Anne, (1709-1759). Gift med Vilhelm 4. af Nederlandene
3. Amelia, (1711-1786)
4. Caroline, (1713-1757)
5. George William, (1717-1718)
6. Vilhelm August, hertug af Cumberland, (1721-1765)
7. Maria, født 5. marts 1723, død 14. januar 1772. Gift med Frederik 2. af Hessen-Kassel.
8. Louise, født 1724, død 1751, gift med Frederik V af Danmark.

| Efterfulgte: Sophie Dorothea af Braunschweig-Lüneburg | Dronning af Storbritannien (ej regent) 1727–1737 | Efterfulgtes af: Charlotte af Mecklenburg-Strelitz |